# 알바 롱가

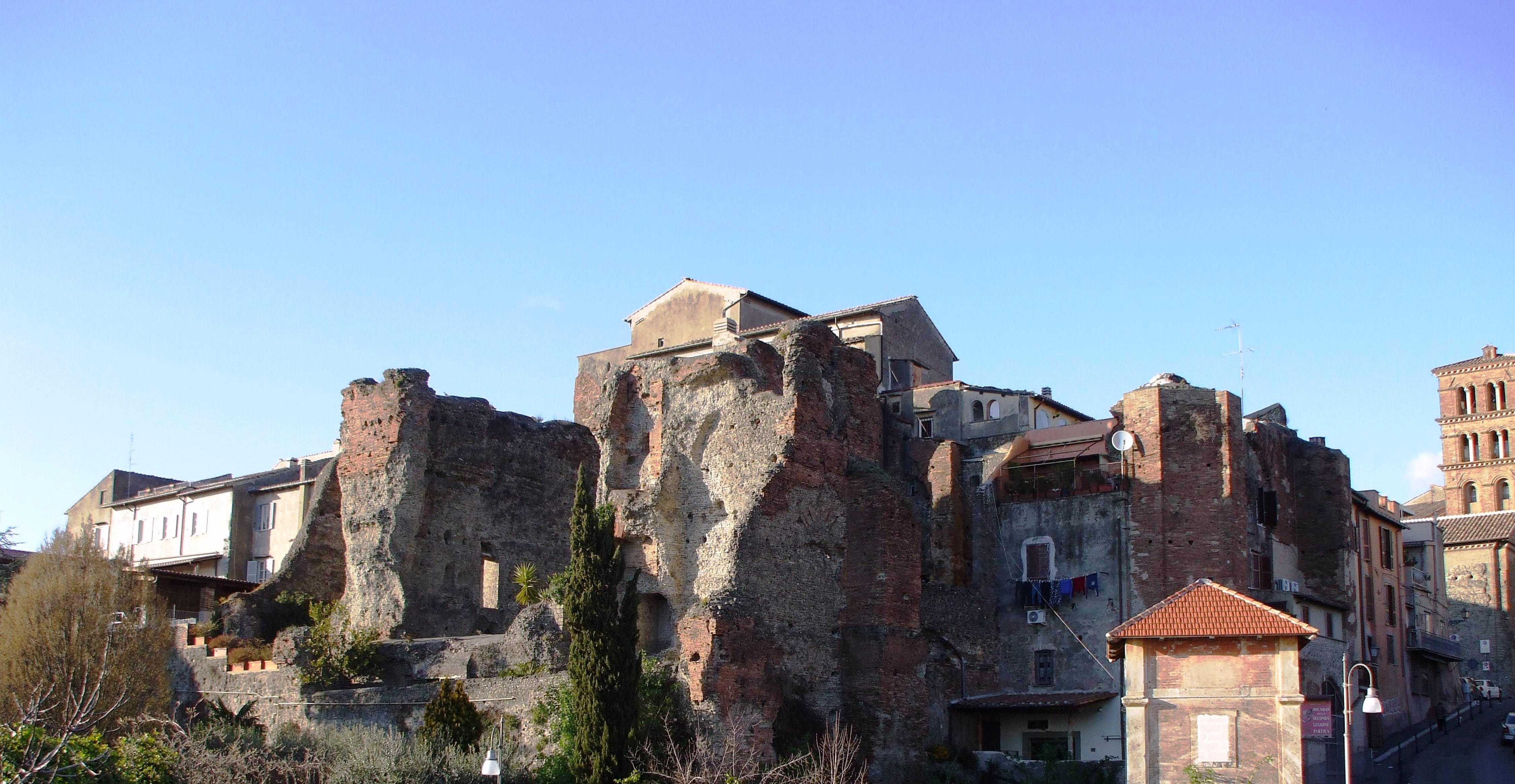

알바 롱가(Alba Longa)는 고대 로마의 로물루스 신화에서 언급되는 지방의 명칭이다. 이 지방 이름이 역사적으로 실존하였는가 라는 물음은 고고학계에서 한동안 토론되었으며, 오늘날 알바 롱가는 로마의 남동쪽에 위치했던 지방으로 일반적으로 받아들여지고 있다.
리비우스의 로마사(Ab urbe condita 1.1-1.3)에 따르면 트로이의 장군 아이네아스(Aeneas)는 트로이가 고대 그리스 동맹군에 의해 함락된 후 (→ 트로이 전쟁), 그를 따르는 부족들과 함께 이탈리아 반도로 피신하여 새로운 도시를 건설하였다. 트로이 부족이 정착한 곳에는 이미 이탈리아의 원주민이 살고 있었으며, 얼마안가 두 부족은 정복 전쟁을 하였다. 라티누스(Latinus)를 족장으로 하는 이탈리아의 원주민은 트로이 부족에게 패배한 후 이들과 평화 조약을 맺었다. 아이네아스는 라티누스의 딸 라비니아(Lavinia)를 처로 맞아들였으며, 트로이 부족의 새로운 도시 이름을 처의 이름을 따서 라비니움(Lavinium)이라 불렀다.
아이네아스가 사망한 후 그의 아들 아스카니우스 1세는 라비니움을 떠나 로마의 남동쪽에 위치한 알바 산기슭에 새로운 도시를 건설하여 알바 롱가라 불렀다. 로마의 초기 건국사는 분분적으로 전설적 색체를 띠고 있다. 특히 트로이의 후손과 이탈리아 원주민의 융화와 그리고 여기에서 비롯되는 로마의 탄생에 관한 이야기는 베르길리우스의 서사시 아이네이스에 잘 그려져 있다.